# John Church (cầu thủ bóng đá)
John "Johnny" Church (17 tháng 9 năm 1919 ở Lowestoft, Norfolk, Anh - 10 tháng 9 năm 2004), là một cầu thủ bóng đá người Anh thi đấu ở vị trí tiền vệ chạy cánh trái ở Football League.